# Bryum planomarginatum
Bryum planomarginatum là một loài rêu trong họ Bryaceae. Loài này được Dixon mô tả khoa học đầu tiên năm 1918.